# Интервидение-1978
Конкурс песни Интервидение 1978 стал шестым конкурсом песни Интервидение. Он проходил с 23 по 26 Августа 1978 года в польском Сопоте в амфитеатре «Лесная опера».
Отказались от участия в конкурсе Куба и Югославия, однако дебютировала Канада, в результате чего число участников составило 10 стран. Представительница СССР Алла Пугачёва завоевала Гран-При с песней «Всё могут короли».

## Место проведения
Во второй раз местом проведения конкурса стал амфитеатр на открытом воздухе Лесная опера, который имеет 4400 посадочных мест, а оркестровая яма может содержать до 110 музыкантов. Каждый год, начиная с 1964 года (с некоторыми перерывами в начале 1980-х годов) в Лесной опере проводится международный фестиваль песни.

## Участвующие страны
Во втором конкурсе приняли участие 13 стран. Отказалась от участия в конкурсе Куба и Югославия, а также дебютировала Канада. СССР на конкурсе представила Алла Пугачёва, которая приехав в Сопот, уже имея в активе «Гран-при» «Золотого Орфея-75». 
| №  | Страна       | Исполнитель         | Песня                         | Перевод                        | Место | Очки |
| -- | ------------ | ------------------- | ----------------------------- | ------------------------------ | ----- | ---- |
| 1  | ГДР          | Группа «4PS»        | «Nachtigall»                  | «Соловей»                      | 2     | 64   |
| 2  | Румыния      | Микаэла Оанча       | «Scuzați»                     | «Извините»                     | 4     | 22   |
| 3  | Болгария     | Группа «Тоника»     | «Прощание»                    | «Прощание»                     | 5     | 10   |
| 4  | Польша       | Лидия Станиславская | «Gwiazda nad Tobą»            | «Звезда над тобою»             | 3     | 48   |
| 5  | Чехословакия | Вацлав Нецкарж      | «Patrik»                      | «Патрик»                       | 1     | 88   |
| 6  | СССР         | Алла Пугачёва       | «Всё могут короли»            | -                              | 1     | 88   |
| 7  | Финляндия    | Группа «Ikaros»     | «Goodbye, Bad Times»          | «До свидания, плохие времена»  | 6     | 0    |
| 8  | Канада       | Луиза Форестье      | «La saisie»                   | «Захват»                       | 6     | 0    |
| 9  | Испания      | Хуан Эрасмо Мочи    | «Gitanito»                    | «Цыганчик»                     | 6     | 0    |
| 10 | ГДР          | Дагмар Фредерик     | «Einen Tag heb für mich auf»  | «Один день прибереги для меня» | 6     | 0    |
| 11 | Венгрия      | Юдит Сюч            | «When You’re Dancing with Me» | «Когда танцуешь ты со мной»    | 6     | 0    |
| 12 | Польша       | Кшиштоф Кравчик     | «Jak minął dzień»             | «Как прошёл день»              | 6     | 0    |

## Голосование
| Страны получили\голосовали | Флаг Болгарии (1971—1990) | Флаг Польши | Флаг Чехословакии | Флаг Финляндии | Флаг Румынии | Флаг Кубы | Флаг Венгрии | Флаг СССР | Всего |
| -------------------------- | ------------------------- | ----------- | ----------------- | -------------- | ------------ | --------- | ------------ | --------- | ----- |
| ГДР1                       | 8                         | 8           | 8                 | 8              | 8            | 8         | 8            | 8         | 64    |
| Румыния                    | 1                         | 3           | 3                 | 3              | 3            | 3         | 3            | 3         | 22    |
| Болгария                   | 3                         | 1           | 1                 | 1              | 1            | 1         | 1            | 1         | 10    |
| Польша3                    | 6                         | 6           | 6                 | 6              | 6            | 6         | 6            | 6         | 48    |
| Чехословакия               | 10                        | 12          | 10                | 12             | 10           | 12        | 10           | 12        | 88    |
| СССР                       | 12                        | 10          | 12                | 10             | 12           | 10        | 12           | 10        | 88    |
| Финляндия                  | -                         | -           | -                 | -              | -            | -         | -            | -         | -     |
| Канада                     | -                         | -           | -                 | -              | -            | -         | -            | -         | -     |
| Испания                    | -                         | -           | -                 | -              | -            | -         | -            | -         | -     |
| ГДР2                       | -                         | -           | -                 | -              | -            | -         | -            | -         | -     |
| Венгрия                    | -                         | -           | -                 | -              | -            | -         | -            | -         | -     |
| Польша4                    | -                         | -           | -                 | -              | -            | -         | -            | -         | -     |

1.↑ Голоса за группу «4PS»
2.↑ Голоса за Дагмара Фредерика
3.↑ Голоса за Лидию Станиславскую
4.↑ Голоса за Кшиштофа Кравчика

## Результаты
| Гран-При      | Первая Премия  | Вторая Премия   | Третья Премия      |
| ------------- | -------------- | --------------- | ------------------ |
| Алла Пугачёва | Вацлав Мецкарж | Дагмар Фредерик | Лидия Станиславска |